# Izba skarbowa

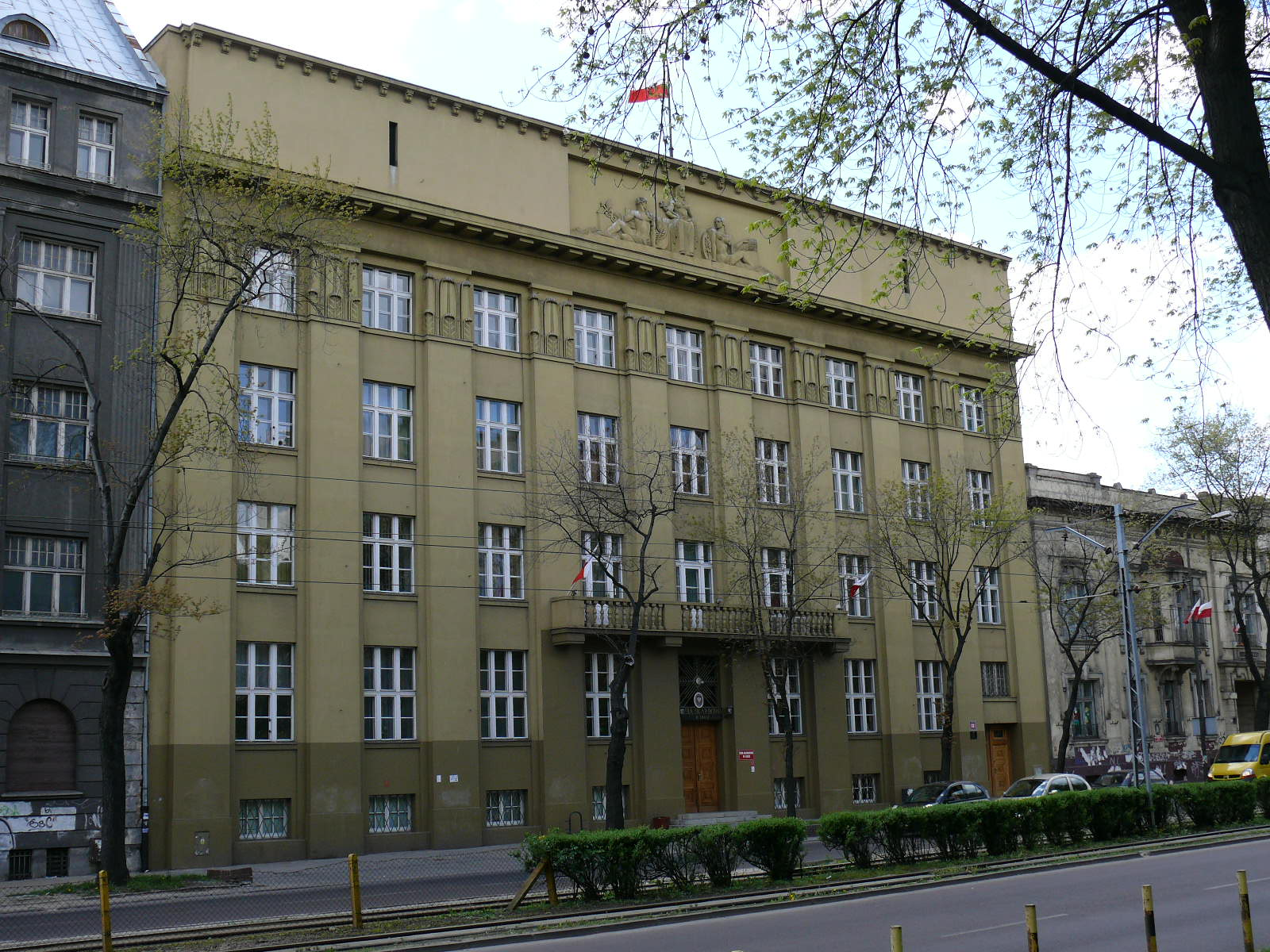
Budynek Izby Skarbowej w Łodzi

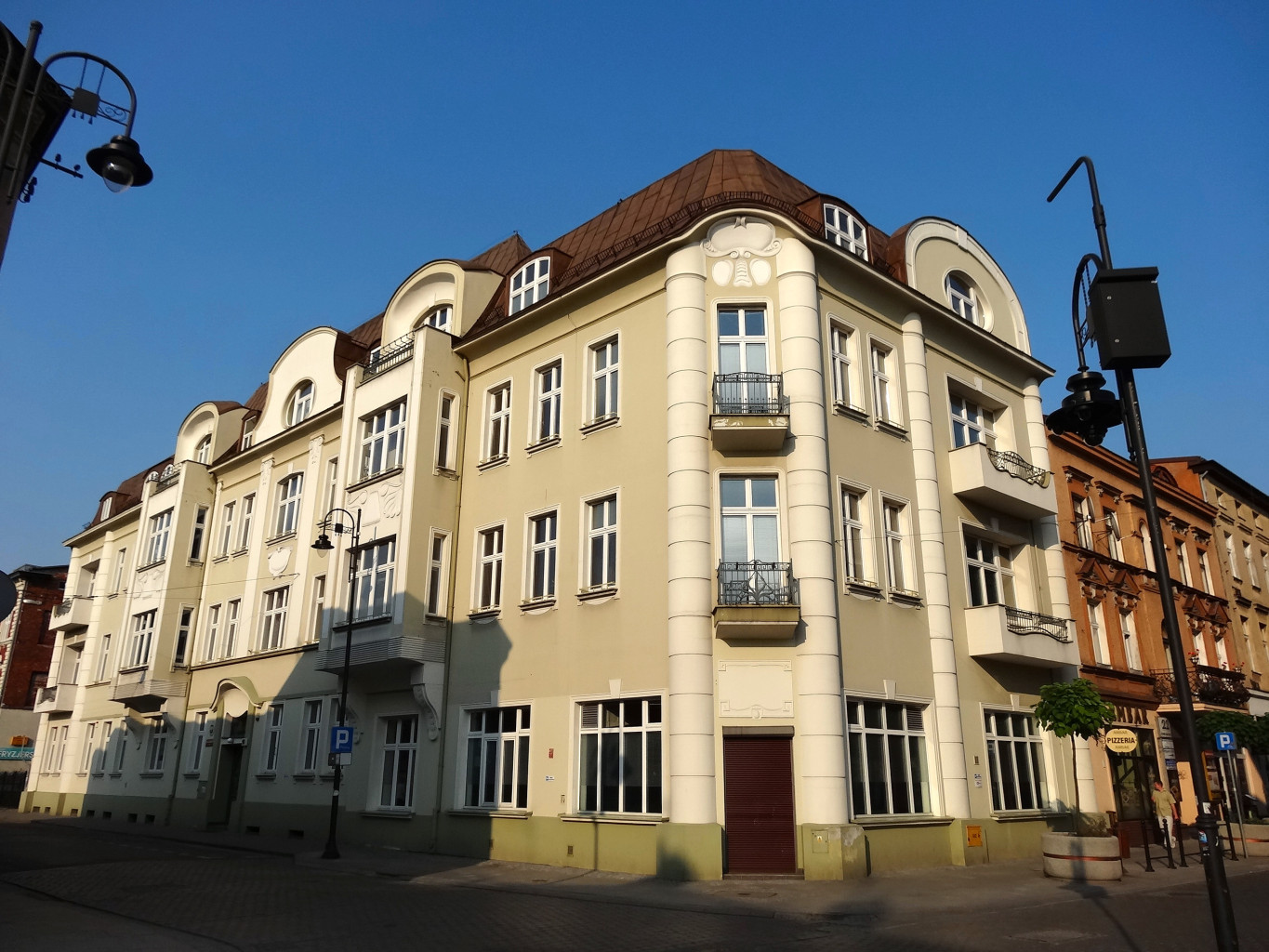
Izba skarbowa w Bydgoszczy

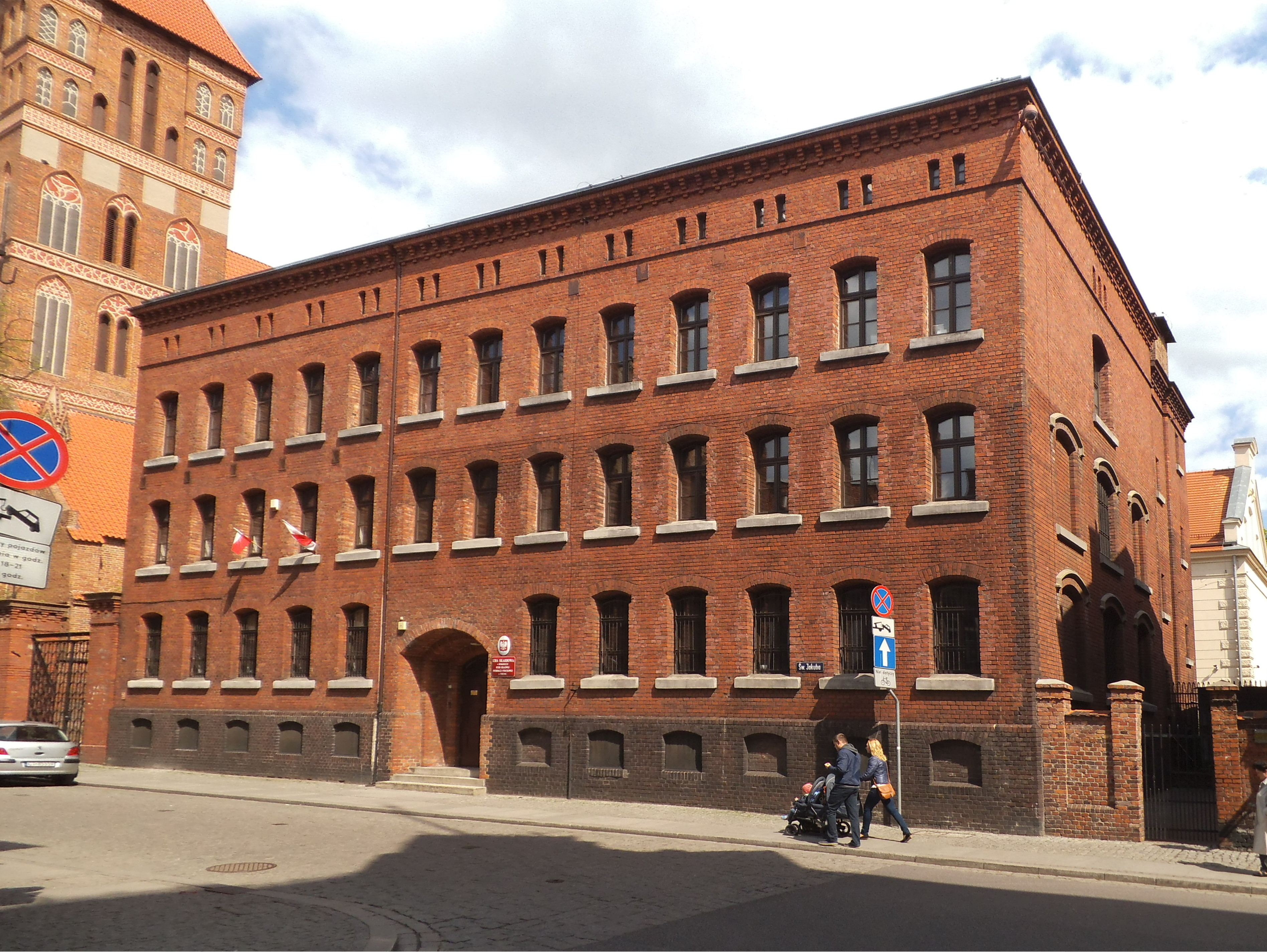
Biuro Krajowe Informacji Podatkowej Izby Skarbowej w Toruniu

Izba skarbowa – jednostka administracji skarbowej, niezespolonej pełniąca funkcje pomocnicze dyrektora izby skarbowej, funkcjonująca do 1 marca 2017 r. W jej miejsce utworzono izbę administracji skarbowej.

## Zadania
Dyrektor izby skarbowej był organem podatkowym:
- odwoławczym od decyzji naczelnika urzędu skarbowego jako organu pierwszej instancji;
- pierwszej instancji, na podstawie odrębnych przepisów;
- odwoławczym od decyzji wydanej przez dyrektora izby skarbowej w pierwszej instancji.

Dyrektor izby skarbowej był powoływany przez ministra właściwego do spraw finansów publicznych.
Do zakresu działania dyrektorów izb skarbowych należały:
- nadzór nad urzędami skarbowymi,
- rozstrzyganie w drugiej instancji w sprawach należących w pierwszej instancji do urzędów skarbowych,
- ustalanie i udzielanie oraz analizowanie prawidłowości wykorzystywania dotacji przedmiotowych dla przedsiębiorców w zakresie określonym przez ministra właściwego do spraw finansów publicznych,
- wykonywanie innych zadań określonych w odrębnych przepisach.

## Izby skarbowe w Polsce
W każdym województwie istniała jedna izba skarbowa nadzorująca wszystkie urzędy skarbowe zlokalizowane na terenie tego województwa:
- Izba Skarbowa w Białymstoku,
- Izba Skarbowa w Bydgoszczy,
- Izba Skarbowa w Gdańsku,
- Izba Skarbowa w Katowicach,
- Izba Skarbowa w Kielcach,
- Izba Skarbowa w Krakowie,
- Izba Skarbowa w Lublinie,
- Izba Skarbowa w Łodzi,
- Izba Skarbowa w Olsztynie,
- Izba Skarbowa w Opolu,
- Izba Skarbowa w Poznaniu,
- Izba Skarbowa w Rzeszowie,
- Izba Skarbowa w Szczecinie,
- Izba Skarbowa w Warszawie,
- Izba Skarbowa we Wrocławiu,
- Izba Skarbowa w Zielonej Górze.

Biura Krajowej Informacji Podatkowej w Polsce:
- KIP w Bielsku-Białej,
- KIP w Lesznie,
- KIP w Piotrkowie Trybunalskim,
- KIP w Płocku,
- KIP w Toruniu.

## Rodzaje stanowisk pracy w izbach skarbowych
Stanowiska pracy w izbach skarbowych w uszeregowaniu od najwyższego do najniższych:
- stanowiska średniego szczebla zarządzania w służbie cywilnej:
  - dyrektor
  - wicedyrektor
- stanowiska koordynujące w służbie cywilnej:
  - główny księgowy
  - naczelnik wydziału
- stanowiska samodzielne w służbie cywilnej:
  - radca prawny
  - kierownik samodzielnego oddziału
  - kierownik oddziału
  - kierownik samodzielnego referatu
  - kierownik referatu
- stanowiska specjalistyczne w służbie cywilnej:
  - starszy komisarz skarbowy
  - starszy specjalista
  - starszy informatyk
  - komisarz skarbowy
  - specjalista
  - informatyk
  - starszy inspektor
  - starszy kontroler rozliczeń
  - inspektor
  - kontroler rozliczeń
- stanowiska wspomagające w służbie cywilnej:
  - starszy referent
  - starszy księgowy
  - księgowy
  - referent

Rodzaj zajmowanego stanowiska zależał od wykształcenia i doświadczenia zawodowego pracownika. Pracownicy prawidłowo realizujący swoje zadania mogli być awansowani na wyższe stanowisko. Osoby zajmujące stanowiska od referenta do specjalisty mogły mieć wykształcenie średnie, od pozostałych osób wymagano wykształcenia wyższego. Od dyrektora oraz radcy prawnego wymagano kwalifikacji określonych przepisami odrębnymi.
Pracownicy zatrudnieni w izbach skarbowych zasadniczo wchodzili w skład korpusu służby cywilnej. Pozostali pracownicy wykonywali prace techniczne: kierowcy, konserwatorzy budynków itp.

## Mienie oraz zamówienia publiczne
Izby skarbowe 1 kwietnia 2015 uległy konsolidacji gospodarczej z nadzorowanymi przez nie urzędami skarbowymi. W wyniku konsolidacji Urzędy skarbowe utraciły status jednostek budżetowych i nie były już uprawnione do wydatkowania środków budżetowych, zawierania umów, posiadania mienia. Z kolei izby skarbowe od 1 kwietnia 2015 z mocy ustawy przejęły całą gospodarkę finansową urzędów skarbowych, należące do nich mienie oraz stały się stronami umów zawartych przez te urzędy.
W szczególności izba skarbowa w danym województwie gospodarowała nieruchomościami i mieniem wykorzystywanym na potrzeby izby, jak i podległych jej urzędów skarbowych. Zazwyczaj było to kilkadziesiąt nieruchomości i budynków zlokalizowanych na terenie całego województwa, przykładowo Izba Skarbowa w Warszawie zarządzała mieniem 51 urzędów skarbowych.
Izby skarbowe jako jednostki sektora finansów publicznych były zobligowane do stosowania przepisów ustawy prawo zamówień publicznych do zakupu dostaw, usług i robót budowlanych, których wartość przekracza kwotę 30 000 euro. Izby Skarbowe realizowały zakupy na potrzeby własne oraz podległych im urzędów skarbowych często przekraczające tę kwotę. Najczęstszym trybem stosowanym w postępowaniach przetargowych był przetarg nieograniczony. Po złożeniu ofert przez wykonawców ich sprawdzenia dokonywała komisja przetargowa powołana przez dyrektora danej izby skarbowej. Następnie po wyborze najkorzystniejszej oferty umowa na zakup usługi, po akceptacji przez radcę prawnego i głównego księgowego, była podpisywana przez dyrektora izby skarbowej i zwycięskiego wykonawcę.